# Ga Bình Định
Ga Bình Định là một nhà ga xe lửa tại phường Bình Định, tỉnh Gia Lai. Nhà ga là một điểm trên tuyến đường sắt Bắc Nam tiếp nối sau ga Phù Cát và trước ga Diêu Trì. Lý trình ga: Km 1084 + 610.